# Jimmy Banks (labdarúgó, 1964)
Jimmy Banks (Milwaukee, Wisconsin, 1964. szeptember 2. – Milwaukee, Wisconsin, 2019. április 26.) válogatott amerikai labdarúgó, hátvéd.

## Pályafutása

### Klubcsapatban
1983 és 1987 között a Milwaukee Panthers főiskolai csapat labdarúgója volt. 1987 és 1993 között a Milwaukee Wave együttesében szerepelt a teremlabdarúgó-bajnokságban.

### A válogatottban
1986 és 1991 között 37 alkalommal szerepelt az amerikai válogatottban. Részt vett a csapattal az 1990-es olaszországi világbajnokságon.